# IC 449
IC 449 је елиптична галаксија у сазвјежђу Жирафа која се налази на листи објеката дубоког неба у Индекс каталогу.
Деклинација објекта је + 71° 20' 37" а ректасцензија 6h 45m 40,8s. Привидна величина (магнитуда) објекта IC 449 износи 12,5 а фотографска магнитуда 13,5. IC 449 је још познат и под ознакама UGC 3515, MCG 12-7-14, CGCG 330-12, PGC 19554.